# نهر جمنا
نهر جُمنة أو جمنا هو واحد من ثلاثة أنهر هي الأكبر في بنغلادش. وهو القناة الرئيسية الموزعة لنهر براهمابوترا عندما يتدفق من الهند إلى بنغلاديش. يتدفق جمنا جنوبا وينضم إلى نهر بادما (بودا)، بالقرب من بلدة غوالوندو غات، قبل أن يلتقي نهر ميغنا بالقرب من تشاندبور. ثم يتدفق إلى خليج البنغال عبر نهر ميغنا.